# Autazes
Autazes est une municipalité brésilienne de l'État d'Amazonas.